# Messier 39
Messier 39 (M39 ili NGC 7092) je velik ali poprilično rijedak skup u zviježđu Labud. Nalazi se oko 9° sjeveroistočno od zvijezde Deneba. M39 je otkrio Charles Messier 24. listopada 1764. godine.

## Svojstva
Messier 39 nalazi se na udaljenosti od 800 svj. godina. Prividne dimenzije skupa iznose 32' što na udaljenosti od 800 svj. g. odgovara stvarnom promjeru od 7 svjetlosnih godina. Skup se sastoji od 30 zvijezda starosti od 230 do 300 milijuna godina. Skup nam se približava brzinom od 28 km/s.
Najsjajnija zvijezda u skupu ima magnitudu od + 6,8 i pripada u spektralni razred A0. Sve zvijezde skupa pripadaju glavnom nizu.

## Amaterska promatranja
M39 je veliki skup te će najbolje izgledati kroz dalekozor ili teleskop s malim povećanjem. Prividni sjaj skupa magnitude je oko +4,6 što znači da ga je moguće vidjeti golim okom kao oblačak koji se nalazi nešto istočnije od Deneba. Skup ima oblik jednakostraničnog trokuta i sa svojim sjajnim zvijezdama može se lako razdvojiti od pozadinskih zvijezda Mliječnog puta.

## Vanjske poveznice
Skica M39